# Montelo (Fátima)
Montelo é um lugar na freguesia de Fátima, no concelho de Ourém, distrito de Santarém, pertencente à província da Beira Litoral, na região do Centro e sub-região do Médio Tejo, em Portugal.
Tem como orago a Nossa Senhora da Vida, a qual se venera na capela local.